# Märkische Bank
Die Märkische Bank eG ist eine Genossenschaftsbank mit Sitz in Hagen (Westfalen). Das Geschäftsgebiet erstreckt sich über: Breckerfeld, Ennepetal, Gevelsberg, Hagen, Hemer, Herdecke, Iserlohn, Menden (Sauerland) und Nachrodt-Wiblingwerde. Die Märkische Bank eG ist in den Geschäftsbereichen Privatkunden, Firmenkunden, Private Banking, Bauen & Wohnen (Makler und Baufinanzierung) tätig und beschäftigt rund 250 Mitarbeiter. Sie betreibt insgesamt 20 Geschäftsstellen, von denen 10 reine SB-Stellen sind. Neben Bankkaufleuten bildet das Unternehmen auch in den Bereichen IT und Immobilien aus.

## Historisches
Der historische Ursprung der Bank liegt im Hagener Stadtteil Boele. Hier wurde 1897 die Spar- und Darlehnskasse Boele gegründet. Durch mehrere Fusionen mit anderen genossenschaftlichen Kreditinstituten – der größte Zusammenschluss erfolgte mit der Volksbank Menden im Jahr 2001 – ist die heutige Märkische Bank eG entstanden.

## Strukturelles
Die Märkische Bank eG ist eine Genossenschaftsbank. Ihre Geschäftstätigkeit orientiert sich an den Interessen der Mitglieder. Der Vorstand leitet die Märkische Bank eG eigenverantwortlich, vertritt sie nach außen und führt die Geschäfte. Der Vorstand wird vom Aufsichtsrat bestellt. Er ist dem Aufsichtsrat und den Mitgliedervertretern der Bank zur Rechenschaft verpflichtet. Der Aufsichtsrat wird von der Versammlung der Mitgliedervertreter gewählt. Er überwacht die Geschäftsführung des Vorstandes und die wirtschaftliche Entwicklung der Bank. Der Aufsichtsrat berichtet zudem einmal jährlich in der Vertreterversammlung über seine Tätigkeit und die Ergebnisse der gesetzlichen Jahresabschlussprüfung. Gemäß Genossenschaftsgesetz ist für Genossenschaften mit mehr als 1.500 Mitgliedern vorgesehen, dass die Mitglieder ihre Rechte in einer Vertreterversammlung wahrnehmen lassen. Hierzu wählen die Mitglieder aus ihrer Mitte eine bestimmte Zahl von Personen, die ihre Interessen in der Vertreterversammlung vertreten. Bei der Vertreterwahl haben alle Mitglieder eine Stimme – unabhängig von der Anzahl der Geschäftsanteile. Die Vertreter werden grundsätzlich für vier Jahre gewählt. Bei der Märkischen Bank eG werden gemäß Satzung je 150 Mitglieder ein Vertreter gewählt.
Die Bank ist Teil der genossenschaftlichen Finanzgruppe Volksbanken Raiffeisenbanken und Mitglied beim Bundesverband der Deutschen Volksbanken und Raiffeisenbanken (BVR) sowie dessen Sicherungseinrichtung. Dadurch hat die Märkische Bank eG u. a. folgende Finanzdienstleistungspartner:
- Bausparkasse Schwäbisch Hall
- R+V Versicherung
- Union Investment Gruppe
- easy Credit (Teambank)
- DZ Bank
- DZ Hyp
- Münchener Hypothekenbank
- VR Leasing Gruppe
- DZ Privatbank

## Auszeichnungen und Sonstiges
Die Märkische Bank eG gehörte 2021 zu den Top-Arbeitgeber des Mittelstands 2021, ausgezeichnet von FOCUS Business.
Die Bank fördert soziale, kulturelle und sportliche Projekte in der Region. Hier engagiert sich unter anderem die Märkische Bank Stiftung, die auch Veranstaltungen und Ausstellungen mit namhaften Künstlern und Referenten initiiert. Im Jahr 2023 hat die Stiftung Förderungen in Höhe von 250.000 Euro vergeben.